# مارتین مکوان
مارتین مکوان (انگلیسی: Martin Macwan؛ زادهٔ ۱ ژانویهٔ ۱۹۵۹) فعال حقوق بشر در گجرات هند است. وی همچنین برندهٔ جوایزی همچون جایزه حقوق بشر رابرت اف. کندی شده‌است.

## زندگی‌نامه
او یازدهمین فرزند خانواده بود.هنگامی که یک دانش آموز بود، ناظر حملات و کشتار همشهریان دالیت بود، این منبع انگیزه او بود تا به یک فعال در حقوق دالیت‌ها تبدیل شود. او در سال ۱۹۸۶ هنگامی که همکارانش در تلاش برای یک کمپین حقوقی برای احقاق حق زمین به قتل رسیدند، به سختی از این کشتار رنجیده شد. از زمان مواجه شده با این تراژدی، ماکوان به مبارزه برخاست تا قاتلان ارباب‌رعیتی را به پای عدالت بفرستد.